# Dövényi Zoltán
Dövényi Zoltán (Balatonboglár, 1948. november 30.) magyar geográfus, egyetemi tanár, az MTA doktora.

## Élete
Pedagógus családból származik. Édesapja a vései Általános Iskola igazgatója volt.
A nemesdédi általános iskolát követően 1963-1967 között Csurgón járt gimnáziumba. A debreceni Kossuth Lajos Tudományegyetemen szerzett 1973-ban történelem-földrajz szakos középiskolai tanári oklevelet.
Az MTA Földtudományi Kutatóintézet Alföldi Csoportjában, Békéscsabán Tóth József irányításával tudományos munkatársként kezdett kutatni. 1977-től tudományos igazgatóhelyettes, 1979-től aspiráns a hallei Martin Luther Egyetemen. 1988-tól Humboldt-ösztöndíjas a müncheni Ludwig-Maximillian Egyetemen. 1991-től a Földrajztudományi Kutatóintézet Gazdaság- és Társadalomföldrajzi Osztályának vezetője. 1993-ban Heidelbergben fél évet tölt a Karl Ruprecht Egyetem Földrajzi intézetében. 1996-ban Humboldt-ösztöndíjasként a lipcsei Institut für Länderkunde vendégkutatója. 1997-től a Földrajztudományi Kutatóintézet tudományos igazgatóhelyettese.
1991-től a pécsi Janus Pannonius Tudományegyetem címzetes egyetemi docense, ahol 1995-ben habilitált. 1999-től a PTE Földrajzi Intézet egyetemi tanára. 2004-ben a PTE Földrajzi Intézet tudományos igazgatóhelyettese, 2005-től igazgatója volt.
1974-ben egyetemi doktori, 1984-ben kandidátusi, 2003-ban akadémiai doktori fokozatot szerzett.

## Művei

### Jelentősebb művei
- Karácsonyi D, Mezentsev K, Pidgrushnyi G, Dövényi Z (2014): From global economic crisis to armed crisis: changing regional inequalities in Ukraine, REGIONAL STATISTICS 4: (2)
- Dövényi Z, György-Dávid A: Uradalmi pusztából cigány/roma falu: Pálmajor, In: Szerk.: Gál A, Szerk.: Kókai S Tiszteletkötet Dr. Frisnyák Sándor geográfus professzor 80. születésnapjára. Nyíregyháza; Szerencs: Nyíregyházi Főiskola Turizmus és Földrajztudományi Intézete - Szerencsi Bocskai István Gimnázium, 2014. pp. 63–71.
- Németh Á, Vercse T, Dövényi Z. (2014): A fejlettség térbeli egyenlőtlenségei Magyarországon az európai uniós csatlakozás után, TERÜLETI STATISZTIKA 54: (4)
- Dövényi Z, Németh Á. (2014): A vallási diverzitás változása Magyarországon 2001 és 2011 között, TERÜLETI STATISZTIKA 54: (6)
- Dövényi Z. (2011): A Magyarországot érintő nemzetközi vándorlás területi aspektusai, In: Szerk.: Tarrósy I, Szerk.: Glied V, Szerk.: Keserű Dávid Új népvándorlás: Migráció a 21. században Afrika és Európa között. Pécs: Publikon Kiadó, 2011. pp. 85–95.
- Dövényi Z. (2009): "Város az, ami magát annak nevezi", TERÜLETI STATISZTIKA 12: (1)
- Dövényi Z, Kovács Z. (1999): A szuburbanizáció térbeni-társadalmi jellemzői Budapest környékén, FÖLDRAJZI ÉRTESÍTŐ (1952-2008) 48: (1-2) pp. 33–57.
- Berényi I, Dövényi Z. (1996): Historische und aktuelle Entwicklungen des ungarischen Siedlungsnetzes, In: Szerk.: Mayr A, Szerk.: Grimm F D Städte und Städtesysteme in Mittel- und Südosteuropa: Tschechische Republik, Slowakei, Ungarn, Rumänien. Leipzig: Institut für Länderkunde, 1996. pp. 104–171. (Beiträge zur Regionalen Geographie; 39.)
- Dövényi Z, Vukovich G. (1994): Hungary and international migration, In: Szerk.: Fassmann H, Szerk.: Münz R European migration in the late twentieth century. Aldershot: Edward Elgar Publishing, 1994. pp. 187–205.
- Dövényi Z. (1992): Platz und Chancen Ungarns in Mitteleuropa, MITTEILUNGEN DER OSTERREICHISCHEN GEOGRAPHISCHEN GESELLSCHAFT 134:[2]

### További művei
- A Magyar Tudományos művek tárában: 296.

## Tagságai
- Doktori Tanács (szavazati jogú tag)
- Társadalom-földrajzi Tudományos Bizottság (elnök, szavazati jogú tag)
- Demográfiai Osztályközi Állandó Bizottság (szavazati jogú tag)
- 10. sz. Bolyai Kollégium (Földtudományok)
- Demográfia (szerkesztőbizottsági tag)
- Geographia Pannonica Nova
- Magyar Földrajzi Társaság
- Területi Statisztika (szerkesztőbizottsági tag)
- Modern Geográfia (szerkesztőbizottság elnöke)
- Europa Regional, Leipzig
- European Academy, Párizs (levelező tag)
- Leibniz-Institut für Länderkunde (Berater)[3]

## Díjai
- Pro Geographia (1992)
- Akadémiai Díj (2006)[1]
- Prinz Gyula-díj (2018)[4]
- A Magyar Érdemrend tisztikeresztje (2018)[5]
- Lóczy Lajos-emlékérem (2021)